# ایوون برتن
ایوون برتن (فرانسوی: Yvon Bertin‎؛ زادهٔ ۹ آوریل ۱۹۵۳) دوچرخه‌سوار اهل فرانسه است.
از باشگاه‌هایی که در آن رکاب زده‌است می‌توان به تیم دوچرخه‌سواری رنو اشاره کرد.